# Stanley Lieberson
Stanley Lieberson (* 20. April 1933 in Montreal; † 19. März 2018 in Newton, Massachusetts) war ein US-amerikanischer Soziologe, der 1991 als 82. Präsident der American Sociological Association (ASA) amtierte.
Lieberson wurde im kanadischen Montreal geboren und war zwei Jahre alt, als seine Familie in die USA nach Brooklyn auswanderte. Dort besuchte er das Brooklyn College, wechselte aber (ohne Abschluss) nach zwei Jahren an die University of Chicago, von der er nach einem Test in das Graduiertenprogramm für Soziologie aufgenommen wurde. In Chicago machte er 1958 das Master-Examen und wurde 1960 zum Ph.D. promoviert. Er studierte bei Otis Dudley Duncan, mit dem er und andere Studenten 1960 das Buch Metropolis and region verfassten.
Nach seiner Promotion gab es Stationen als Dozent an verschiedenen amerikanischen Hochschulen, bis Lieberson 1988 an die Harvard University kam, wo er über seine Pensionierung (2007) hinaus lehrte und publizierte.
1983 wurde Lieberson als Mitglied der American Academy of Arts and Sciences gewählt. 1992 fand seine Wahl zum Mitglied der National Academy of Sciences statt. 

## Schriften (Auswahl)
- A matter of taste. How names, fashions, and culture change. Yale University Press, New Haven 2000, ISBN 978-0-30017-387-1.
- Language diversity and language contact. Essays. Stanford University Press, Stanford 1981, ISBN  978-0-80471-098-5.
- A piece of the pie. Blacks and white immigrants since 1880. University of California Press, Berkeley 1980, ISBN 978-0-52004-123-3.
- Language and ethnic relations in Canada. Wiley, New York 1970, ISBN 978-0-47153-421-1.
- Ethnic patterns in American cities. Free Press of Glencoe, New York 1963.